# Filthy Dog
Filthy Dog is een gabberpopnummer van de Nederlandse artiest Joost Klein, geproduceerd door Tantu Beats en Sunnysoposted. Het nummer werd op 3 oktober 2024 als single uitgebracht. In februari 2025 verscheen het nummer op het album Unity.
Het nummer is in het Engels en Duits gezongen en gaat over een confrontatie met een Duitse man in een spätkauf (avondwinkel) in Berlijn, die hem uitscheldt voor "Schweinhund". Het nummer bevat een verwijzing naar Thunderdome.

## Achtergrond
De single werd uitgebracht na Kleins internationale doorbraak met "Europapa", waarmee hij Nederland vertegenwoordigde op het Eurovisiesongfestival, maar werd gediskwalificeerd door een incident tijdens de halve finale. Daarna besloot Klein te werken aan nieuw materiaal, waarbij hij zich meer richtte op het gabbergenre. Het nummer werd op TikTok gepromoot en tijdens het festivalseizoen van 2024 live gespeeld, waar het onder fans bekend stond als "Schweinhund". De uitgave van het lied viel samen met Werelddierendag.

## Hitnoteringen
De single behaalde een notering in de Single Tip-lijst, waar deze op 12 oktober 2024 binnenkwam en een piekpositie bereikte op nummer 10. De single stond één week in de lijst.

## Videoclip
De videoclip van "Filthy Dog" werd geregisseerd door Gover Meit, Fan Liao en Joost Klein zelf. Het camerawerk werd verzorgd door Meit, Liao, Lyon Pol en Klein, terwijl de montage in handen was van Liao, Klein en Onzekere Guy. De opnames vonden plaats in IJsland. In de video draagt Klein een zwarte variant van zijn Europapa-pak. Naast hem verschijnen ook Meit, Liao en Pol in beeld.
In de videoclip waren verborgen boodschappen te zien waarin Joost Klein zijn bezorgdheid uitsprak over de negatieve invloed van de media op zijn leven, waaronder stalking en doodsbedreigingen. Hij gaf aan dat deze situatie zijn vriendschappen, privacy en veiligheid beïnvloedde, maar bleef vastberaden om zijn kunst te maken.

## Ontvangst
Filthy Dog werd positief ontvangen. Muziekwebsite Dansende Beren prees de manier waarop Klein erin slaagde om de energie van zijn liveoptreden vast te leggen in een studioversie van het nummer. De site beschreef het nummer als "chaos en stampen in één song". Muziekcriticus Anthony Fantano gaf ook een positieve beoordeling over "Filthy Dog" als onderdeel van het album Unity. Hij beschreef het nummer als een 'agressieve techno barnburner' en prees de productie.